# فینال لیگ اروپا ۲۰۱۷
فینال لیگ اروپا ۲۰۱۷ (انگلیسی: 2017 UEFA Europa League Final) بازی نهایی لیگ اروپا ۱۷–۲۰۱۶ است که بین دو تیم آژاکس از هلند و منچستر یونایتد از انگلستان برگزار شد. این فصل از رقابت‌ها، چهل‌وششمین دورهٔ برگزاری این لیگ بود که پس از لیگ قهرمانان اروپا دومین مسابقات اروپایی معتبر است. این فصل، هشتمین فصل برگزاری لیگ اروپا بعد از تغییر نام آن از جام یوفا به لیگ اروپا بود. این بازی در ۲۴ مهٔ ۲۰۱۷ در ورزشگاه فرندز آرنا در سولنا، سوئد برگزار شد و منچستر یونایتد با گل‌های پل پوگبا و هنریخ مخیتاریان ۲ بر ۰ به پیروزی رسید.
منچستر یونایتد با پیروزی در این مسابقه، جواز حضور در مرحلهٔ گروهی رقابت‌های لیگ قهرمانان اروپا ۱۸–۲۰۱۷ و هم‌چنین بازی در مقابل رئال مادرید، قهرمان لیگ قهرمانان اروپا ۱۷–۲۰۱۶ در سوپر جام یوفا ۲۰۱۷ را کسب کرد. در نهایت منچستر یونایتد در آن بازی ۲ بر ۱ از رئال مادرید شکست خورد و رئال مادرید قهرمان سوپر کاپ اروپا شد.

## ورزشگاه
در ۳۰ ژوئن ۲۰۱۵، در جلسهٔ کمیتهٔ یوفا در پراگ، چک، ورزشگاه فرندز آرنا به عنوان میزبان این مسابقه انتخاب شد.

## پیشینه
این دومین حضور آژاکس در فینال لیگ اروپا بود. آن‌ها در سال ۱۹۹۲ به فینال این رقابت‌ها راه یافته بودند و با شکست تورینو با گل زده در خانهٔ حریف، به مقام قهرمانی رسیده بودند.
از طرف دیگر این اولین تجربهٔ منچستر یونایتد در فینال لیگ اروپا بود. آن‌ها به دنبال این بودند که به همراه یوونتوس، آژاکس، بایرن مونیخ و چلسی به تنها باشگاه‌های اروپایی تبدیل شوند که سه جام بزرگ اروپایی (لیگ قهرمانان اروپا، لیگ اروپا و جام برندگان یوفا) را برده‌اند.
دو تیم پیش از این چهار بار در لیگ اروپا به مصاف هم رفته بودند که دو پیروزی سهم آژاکس و دو پیروزی سهم منچستر یونایتد بود. با این حال در هر دو بار در مجموعه بازی رفت‌وبرگشت این منچستر یونایتد بود که به دور بعدی صعود کرد.

## بازی

### جزئیات
| آژاکس | ۰–۲   | منچستر یونایتد              |
| ----- | ----- | --------------------------- |
|       | گزارش | - پوگبا ۱۸' - مخیتاریان ۴۸' |

| آژاکس | منچستر یونایتد |

| GK       | ۲۴ | آندره اونانا   |     |     |
| RB       | ۳  | یوئل ولتمن     | '۵۸ |     |
| CB       | ۵  | داوینسون سانچز |     |     |
| CB       | ۳۶ | متایس دی لیخت  |     |     |
| LB       | ۴  | یایرو ریدوالد  | '۷۸ | '۸۲ |
| CM       | ۱۰ | دیوی کلاسن (ک) |     |     |
| CM       | ۲۰ | لاس شونه       |     | '۷۰ |
| CM       | ۲۲ | حکیم زیاش      |     |     |
| RF       | ۹  | برتران ترائوره |     |     |
| CF       | ۲۵ | کسپر دولبرگ    |     | '۶۲ |
| LF       | ۱۱ | امین یونس      | '۶۴ |     |
| ذخیره‌ها: |    |                |     |     |
| GK       | ۳۳ | دیدریک بوئر    |     |     |
| DF       | ۲  | کنی تته        |     |     |
| DF       | ۱۶ | هایکو وشترمان  |     |     |
| MF       | ۲۱ | فرنکی دی یونگ  |     | '۸۲ |
| MF       | ۳۰ | دونی ون‌دی‌بیک   |     | '۷۰ |
| FW       | ۴۵ | جاستین کلایورت |     |     |
| FW       | ۷۷ | داوید نرس      |     | '۶۲ |
| سرمربی:  |    |                |     |     |
| پتر بوش  |    |                |     |     |

| GK           | ۲۰ | سرخیو رومرو         |     |     |
| RB           | ۲۵ | آنتونیو والنسیا (ک) |     |     |
| CB           | ۱۲ | کریس اسمالینگ       |     |     |
| CB           | ۱۷ | دیلی بلیند          |     |     |
| LB           | ۳۶ | متئو دارمیان        |     |     |
| DM           | ۲۱ | آندر هررا           |     |     |
| RM           | ۸  | خوان ماتا           | '۷۸ | '۹۰ |
| CM           | ۲۷ | مروان فلاینی        | '۵۲ |     |
| CM           | ۶  | پل پوگبا            |     |     |
| LM           | ۲۲ | هنریخ مخیتاریان     | '۳۱ | '۷۴ |
| CF           | ۱۹ | مارکوس رشفورد       |     | '۸۴ |
| ذخیره‌ها:     |    |                     |     |     |
| GK           | ۱  | داوید د خیا         |     |     |
| DF           | ۴  | فیل جونز            |     |     |
| DF           | ۲۴ | تیموتی افوسو-منسا   |     |     |
| MF           | ۱۴ | جسی لینگارد         |     | '۷۴ |
| MF           | ۱۶ | مایکل کریک          |     |     |
| FW           | ۱۰ | وین رونی            |     | '۹۰ |
| FW           | ۱۱ | آنتونی مارسیال      |     | '۸۴ |
| سرمربی:      |    |                     |     |     |
| ژوزه مورینیو |    |                     |     |     |

| بهترین بازیکن زمین: آندر هررا (منچستر یونایتد) کمک داور: Jure Praprotnik (اسلوونی) Robert Vukan (اسلوونی) کمک داور: Gianluca Rocchi (ایتالیا) کمک داور: Matej Jug (اسلوونی) Slavko Vinčić (اسلوونی) کمک داور: Tomaž Klančnik (اسلوونی) |